# Louis Malus
Étienne Louis Malus, född den 23 juni 1775 i Paris, död där den 23 februari 1812, var en fransk ingenjör och fysiker.
Malus genomgick Polytekniska skolan i Paris och tjänstgjorde därefter som ingenjörofficer. Han var 1806–1808 underdirektör för befästningsarbetena vid Strassburg och kallades 1809 till Paris som examinator vid Polytekniska skolan. År 1810 blev han medlem av Franska institutet. Han gjorde viktiga undersökningar på optikens område och upptäckte bland annat lagarna för ljusets polarisation (1808), vilket ledde till att han av Royal Society i London belönades med Rumfordmedaljen 1810.

## Eftermäle
Louis Malus namn tillhör de 72 som är ingraverade på Eiffeltornet.
Asteroiden 11309 Malus är uppkallad efter honom.